# Чеповенко, Захарий Яковлевич
Захарий Яковлевич Чеповенко вариант написания фамилии Чоповенко (1863 — 1909) — крестьянин, депутат Государственной думы II созыва от Киевской губернии.

## Биография

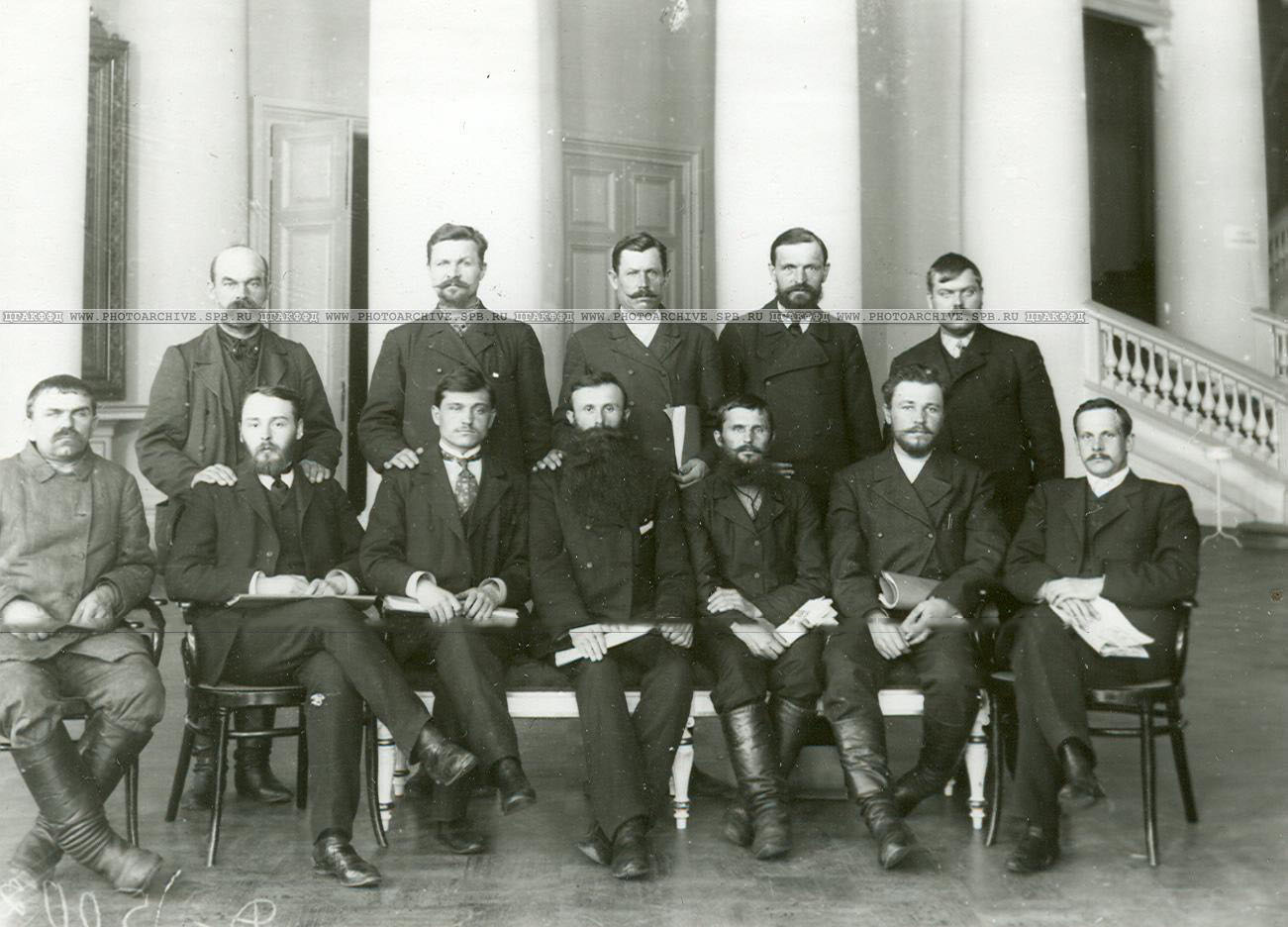
Депутаты 2-й Государственной думы от Киевской губернии. Стоят: Нечитайло С. В., Маляренко К. Е., Военный М. Ф., Михайлюк И. А., Снигирь П. Ф.; сидят: Чеповенко З. Я., Кириенко И. И., Вовчинский М. Н., Гуменко И. А., Сахно В. Г., Краселюк И. Н., Фёдоров Г. Г.

По национальности украинец («малоросс»). Крестьянин из местечка Булай Бердичевского уезда Киевской губернии. Образования не получил, малограмотный. Являлся волостным судьёй, позднее служил сельским кассиром. Занимался земледелием на участке земли площадью 3 десятины. Во время выборов в Думу оставался определялась как беспартийный левый. Занимался революционной деятельностью
8 февраля 1907 избран во Государственную думу II созыва от общего состава выборщиков Киевского губернского избирательного собрания. Вошёл в состав Трудовой группы и фракции Крестьянского союза.  Членом думских комиссий не был. Покинул фракцию Трудовой группы, сделав заявление 25 мая 1907 года из-за перехода в Украинскую громаду.
7 мая 1907 года на основе заявления министра юстиции был привлечён к уголовной ответственности по постановлению Киевского окружного суда. В 1909 году приговорён к году тюремного заключения за революционную пропаганду. В том же году умер в заключении.

### Рекомендуемые источники
- Колесниченко Д. А. Состав Трудовой группы в I и II Государственных думах: Сводная таблица членов фракции. М, 1988. С. 116-117.
- Российский государственный исторический архив. Фонд 1278. Опись 1 (2-й созыв). Дело 479; Дело 603. Дело 21, 22.